# Tom Clancy's Ghost Recon 2
Tom Clancy's Ghost Recon 2 est un jeu vidéo de tir tactique dans lequel le joueur doit réussir à neutraliser les unités ennemies sur la carte pour ainsi pouvoir accomplir la mission.

## Accueil
- Jeuxvideo.com : 16/20[1]